# Campagna di Mine Run
La campagna di Mine Run, conosciuta anche come Payne's farm o New Hope Church, si svolse in Virginia tra il 27 novembre e il 2 dicembre del 1863 nel corso della guerra di secessione americana. Il nuovo tentativo del magg. gen. unionista George G. Meade alla guida dell'Armata del Potomac di annientare l'Armata Confederata della Virginia Settentrionale guidata dal generale Lee si concluse senza alcun risultato.

## Antefatti
Dopo la sconfitta a Gettysburg, Lee aveva ritirato i suoi uomini attraverso il Potomac in Virginia. Meade fu duramente contestato per la mancanza di aggressività nell'inseguimento dell'esercito confederato durante la ritirata, e così preparò un piano per rimediare al mancato trionfo unionista. Dopo l'inconcludente tentativo di fermare Lee nel corso della campagna di Bristoe, Meade, alla fine di novembre, tentò di anticipare l'Armata Confederata attraversando la foresta di Spotsylvania per colpire il fianco destro sudista lungo il fiume Rapidan. Meade aveva ricevuto rapporti di intelligence indicanti un rapporto di forze 2:1 (in realtà 81 000 contro 48 000) a favore dell'esercito unionista e inoltre indicavano che Lee aveva separato i suoi uomini in due gruppi, ora lontani oltre 30 miglia.

## Battaglia di Mine Run

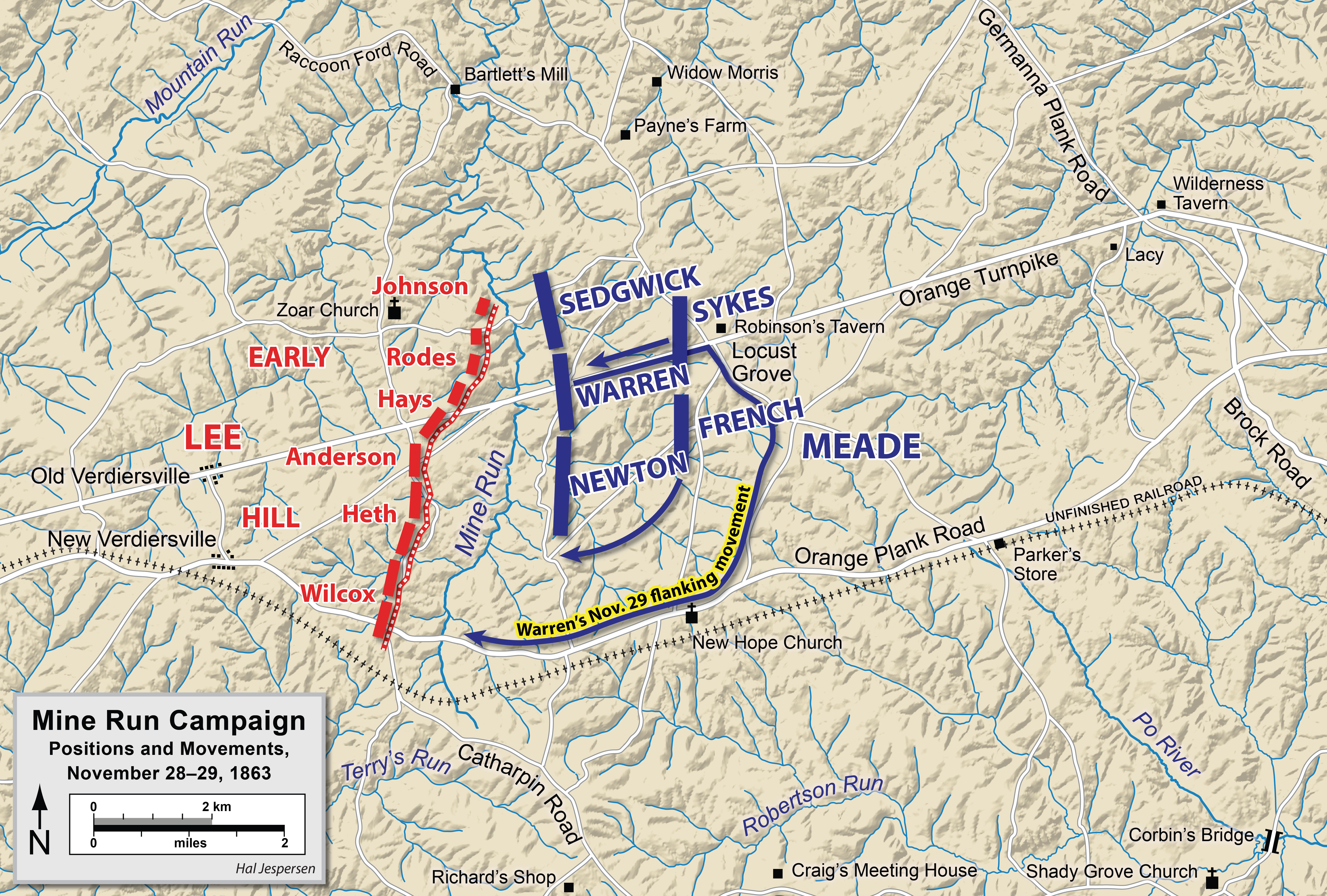
Opposte posizioni il 28 Novembre e movimenti unionisti il 29 Novembre, 1863

Meade progettò di attraversare il Rapidan per ritrovarsi oltre la cavalleria gen. JEB Stuart ed attaccare il fianco destro (i Corpi del ten. gen. R. S. Ewell e del ten. gen. A.P. Hill). Il piano prevedeva un veloce attacco con l'intera forza disponibile, per sfruttare la superiorità numerica. Il 25 novembre ebbe inizio l'avanzata, favorita dalla fitta nebbia; tuttavia il Corpo del mag. gen. William H. French si impantanò durante il guado causando notevoli ritardi e dando il tempo a Lee di reagire. Il mag. gen. Jubal A. Early avanzò per bloccare l'iniziativa di French a Payne's Farm. Due attacchi unionisti del brig. gen. Joseph B. Carr ed il contrattacco confederato guidato dal mag. gen. Edward Johnson furono respinti.
Dopo il tramonto Lee si posizionò lungo le posizioni fortificate del fiume Mine Run e resistette, nei giorni seguenti, ai bombardamenti di Meade ed alle cariche dei Corpi di Gouverneur K. Warren e John Sedgwick. Lee progettò un attacco per il 2 dicembre, ma fu anticipato da Meade che, valutando inattaccabili le postazioni confederate, ritirò i suoi uomini abbandonando la Campagna.

## Conseguenze
Mine Run rappresentò l'ultimo tentativo di Meade nel condurre un attacco vincente a Lee prima dell'arrivo di Ulysses S. Grant come generale in capo. Lee fu, però, altrettanto deluso del corso della Campagna.